# Maria Grynia
Maria Grynia (ur. 31 sierpnia 1929 w Rozdrażewku, zm. 28 września 2015 w Poznaniu) – polska profesor, fitosocjolożka, współtwórczyni polskiej fitosocjologii łąkarskiej.

## Życiorys
Była córka Jana (nadleśniczego) i Anny. Do 1939 ukończyła cztery klasy szkoły powszechnej w Przygodzicach. Potem uczyła się w domu, a także w gimnazjach w Ostrowie Wielkopolskim i Odolanowie (mała matura). W 1948 zdała maturę w Liceum im. Lompy we Wrocławiu i została od razu przyjęta na Wydział Nauk Przyrodniczych Politechniki Wrocławskiej. Po ukończeniu pierwszego roku przeniosła się do Poznania, na Wydział Matematyczno-Przyrodniczy Uniwersytetu Poznańskiego. Stopień magistra uzyskała 4 października 1952 (praca Popożarowe stadia regeneracyjne w Państwowym Nadleśnictwie Harta napisana pod kierunkiem prof. Zygmunta Czubińskiego).
Od 15 lutego 1953 pracowała w uniwersyteckim Ogrodzie Botanicznym, dochodząc do stanowiska kierownika Działu Nasiennego. Od 1 grudnia 1954 była asystentem w Zakładzie Uprawy Łąk i Pastwisk Wyższej Szkoły Rolniczej w Poznaniu.
Doktoryzowała się w 1962 (dysertacja zatytułowana Łąki trzęślicowe Wielkopolski, opieka merytoryczna prof. Mariana Falkowskiego). Rozprawę nagrodzono Medalem Uczelni. Od 1 października 1962 została adiunktem. W 1968 habilitowała się na podstawie pracy Analiza porównawcza łąk trzęślicowych w Polsce. Od 1 kwietnia 1972 powołana została na stanowisko docenta WSR. W latach 1981–1984 była kierownikiem Katedry Łąkarstwa. 1 lipca 1983 otrzymała tytuł profesora nadzwyczajnego, a profesora zwyczajnego – 1 grudnia 1992. W 1999 przeszła na emeryturę. Pochowana na cmentarzu Jeżyckim w Poznaniu.

## Zainteresowania
Interesowała się głównie fitosocjologią, w szczególności łąkarską, kontynuując dzieło poznańskiej szkoły fitosocjologii zapoczątkowanej przez prof. Józefa Paczoskiego. Trudniła się m.in. geobotaniką (zbiorowiska łąkowe, w tym trzęślicowe), biologią, morfologią i ekologią gatunków roślin łąkowych (szczególnie kostrzewa trzcinowa, badania wspólnie z Departamentem Rolnictwa USA), wpływem antropopresji na zbiorowiska łąkowe i ochroną środowiska przyrodniczo-rolniczego.
Opublikowała około 240 publikacji oryginalnych i trzy książki:
- Trujące i szkodliwe rośliny łąk i pastwisk (1974).
- Trawy uprawne i dziko rosnące (niektóre rozdziały, 1974).
- Łąkarstwo (podręcznik akademicki, 1995)[2].

Wypromowała ośmiu doktorantów i 164 magistrów.
Pisała także poematy i wiersze religijne.

## Odznaczenia
Odznaczona Złotym Krzyżem Zasługi (1974), Krzyżem Kawalerskim Orderu Polonia Restituta (1984) i Medalem KEN (1998).